# Pz.Kpfw. I Ausf. F
Panzerkampfwagen I Ausführung F (Pz.Kpfw. I Ausf. F, Pz. I F), также известный под обозначением VK 18.01 — немецкий танк периода Второй мировой войны. Несмотря на то, что он обозначался как модификация лёгкого танка Pz.Kpfw. I, он являлся практически полностью новой машиной, не имевшей с ним почти ничего общего. Pz.Kpfw. I Ausf. F проектировался в 1938—1939 годах на роль тяжёлого штурмового танка, предназначенного для штурма укреплённых линий. В 1942 году было выпущено 30 единиц (№ 150301-150330). С 1943 года он использовался в противопартизанских операциях на Восточном фронте и в Югославии.

## Описание конструкции

### Вооружение
2 пулемета MG-34 калибра 7,92-мм.

### Средства наблюдения и связи
Приёмная радиостанция Fu 2.

### Двигатель и трансмиссия
Maybach HL 45P 6-цилиндровый, карбюраторный, 150 л. с., 4-скоростная (4+1) коробка передач.

### Ходовая часть
Пять опорных катков в два ряда на борт, ведущее колесо переднего расположения, подвеска — индивидуальная торсионная, гусеница шириной 540 мм.

## Серийное производство
Серийно танк производился в 1942 году, всего было построено 30 экземпляров.
Серийное производство танка Pz.Kpfw. I Ausf. F (по месяцам)
Апрель — 3

Май — 12

Июнь — 0

Июль — 0

Август — 5

Сентябрь — 3

Октябрь — 2

Ноябрь — 4

Декабрь — 1

## Боевое применение
В 1-й танковой дивизии Вермахта в 1943 году 8 танков проходили войсковые испытания. Кроме того, по некоторым данным, на 1 июля 1943 года 7 машин имелось в составе 12-й танковой дивизии. Остальные танки сравнительно эффективно применялись в противопартизанских действиях в ходе Второй мировой войны. Три танка к концу войны были захвачены Красной армией.

## Сохранившиеся экземпляры
По состоянию на 2008 год, в различных музеях сохранилось по меньшей мере два экземпляра танка Pz.Kpfw. I Ausf. F:
- Россия — бронетанковый музей в Кубинке.
- Сербия — военный музей в Белграде.

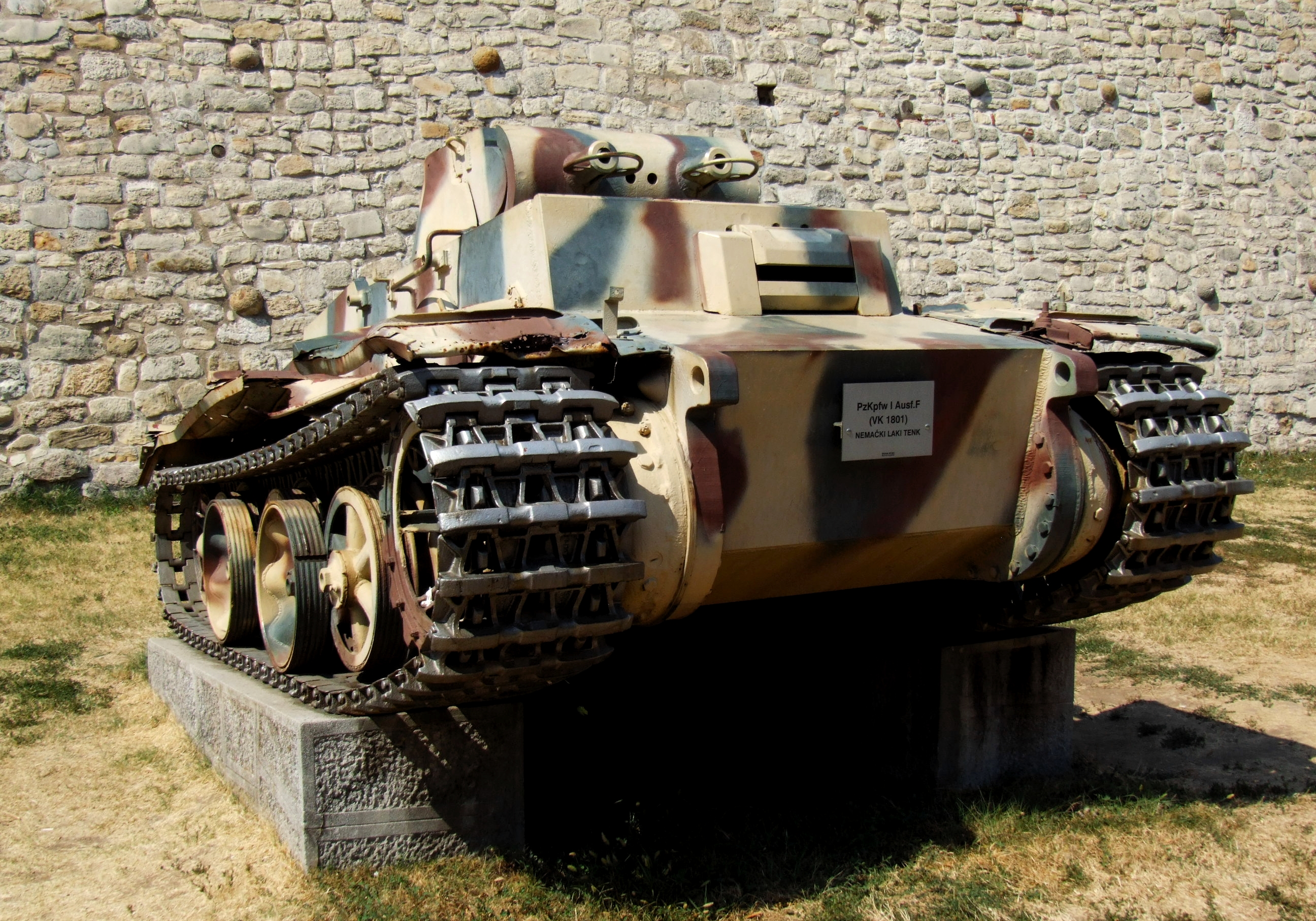
Военный музей в Белграде.
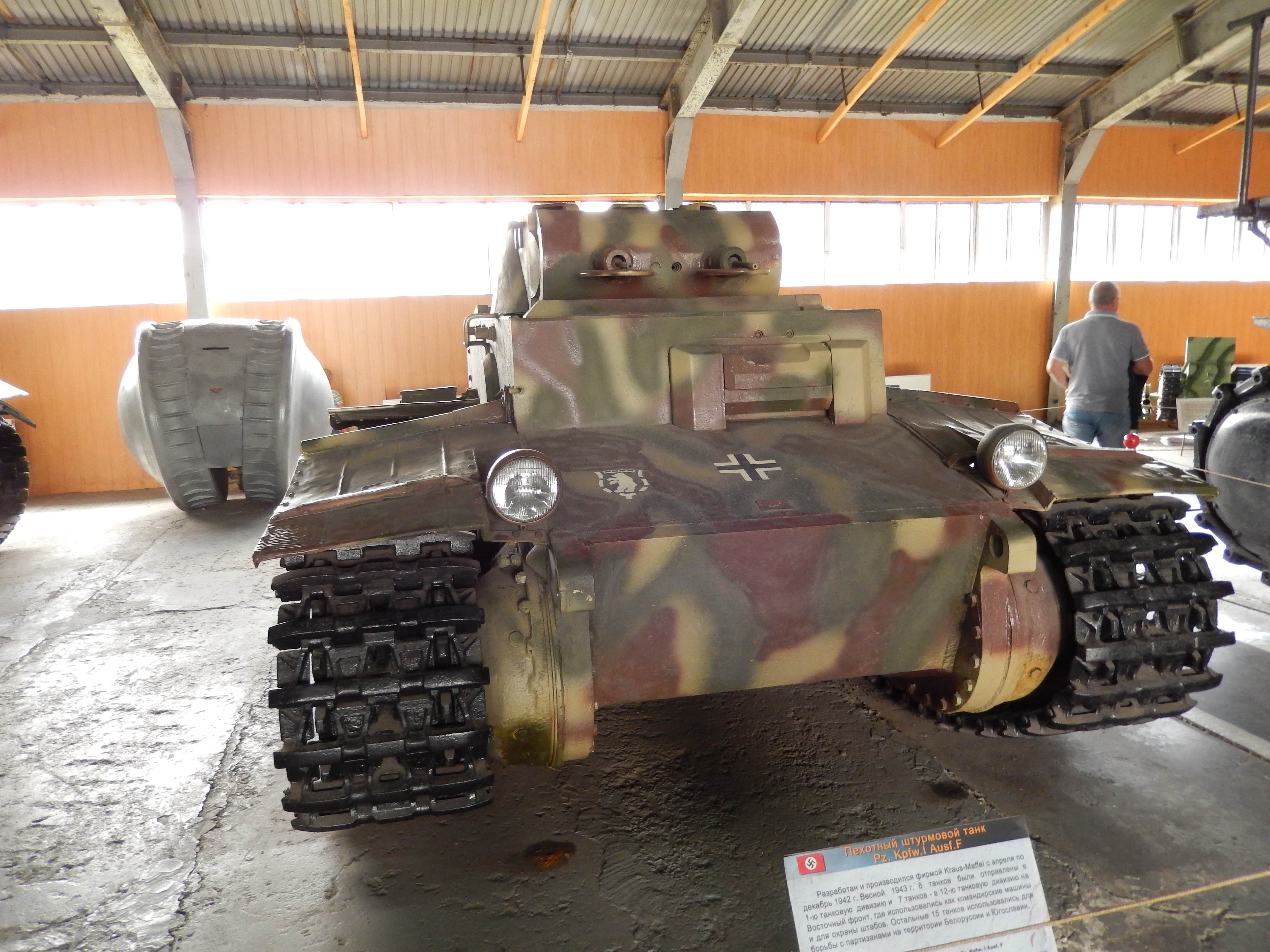
Бронетанковый музей в Кубинке.
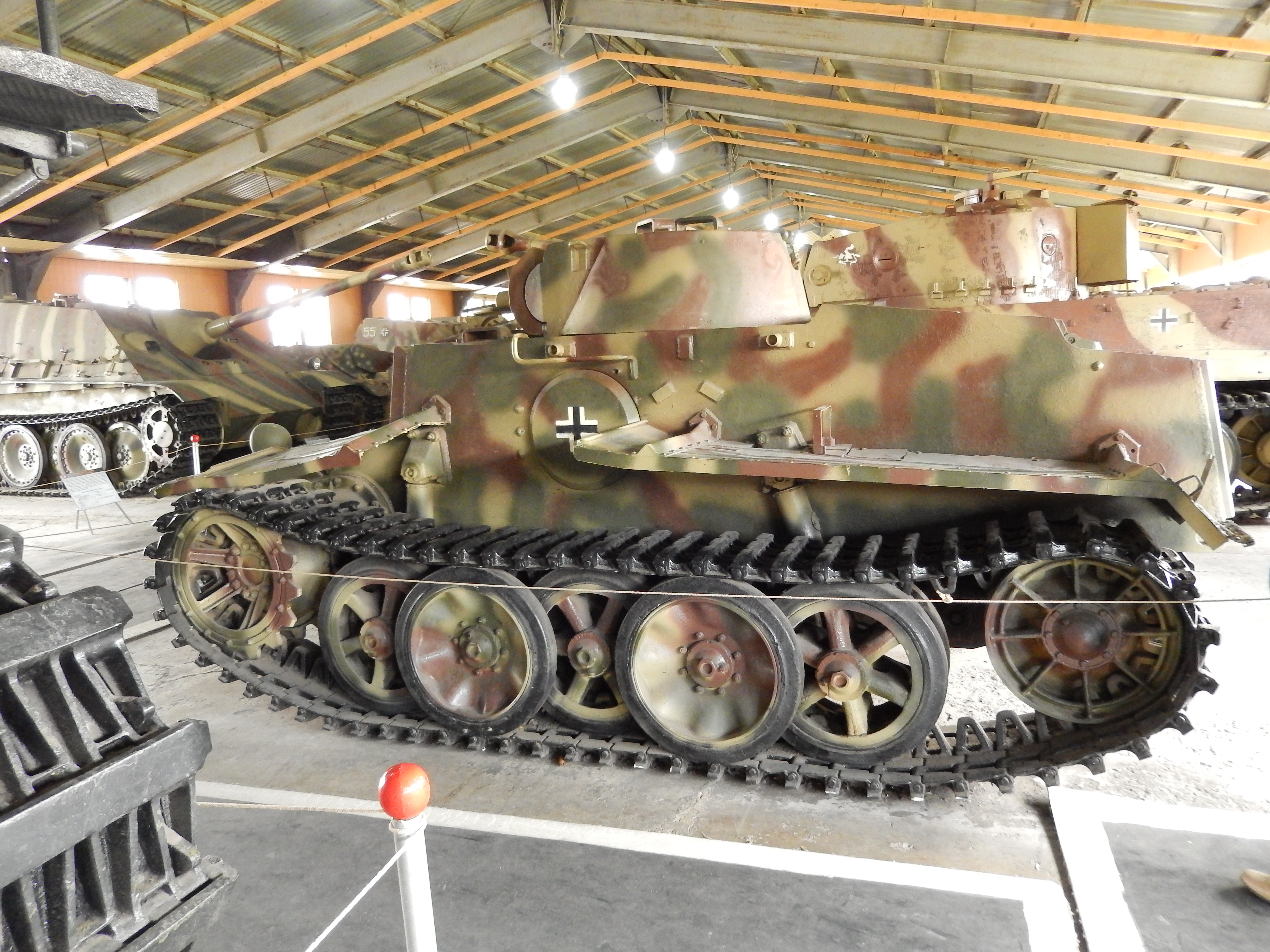
Бронетанковый музей в Кубинке.